# Weißblaue Belgier

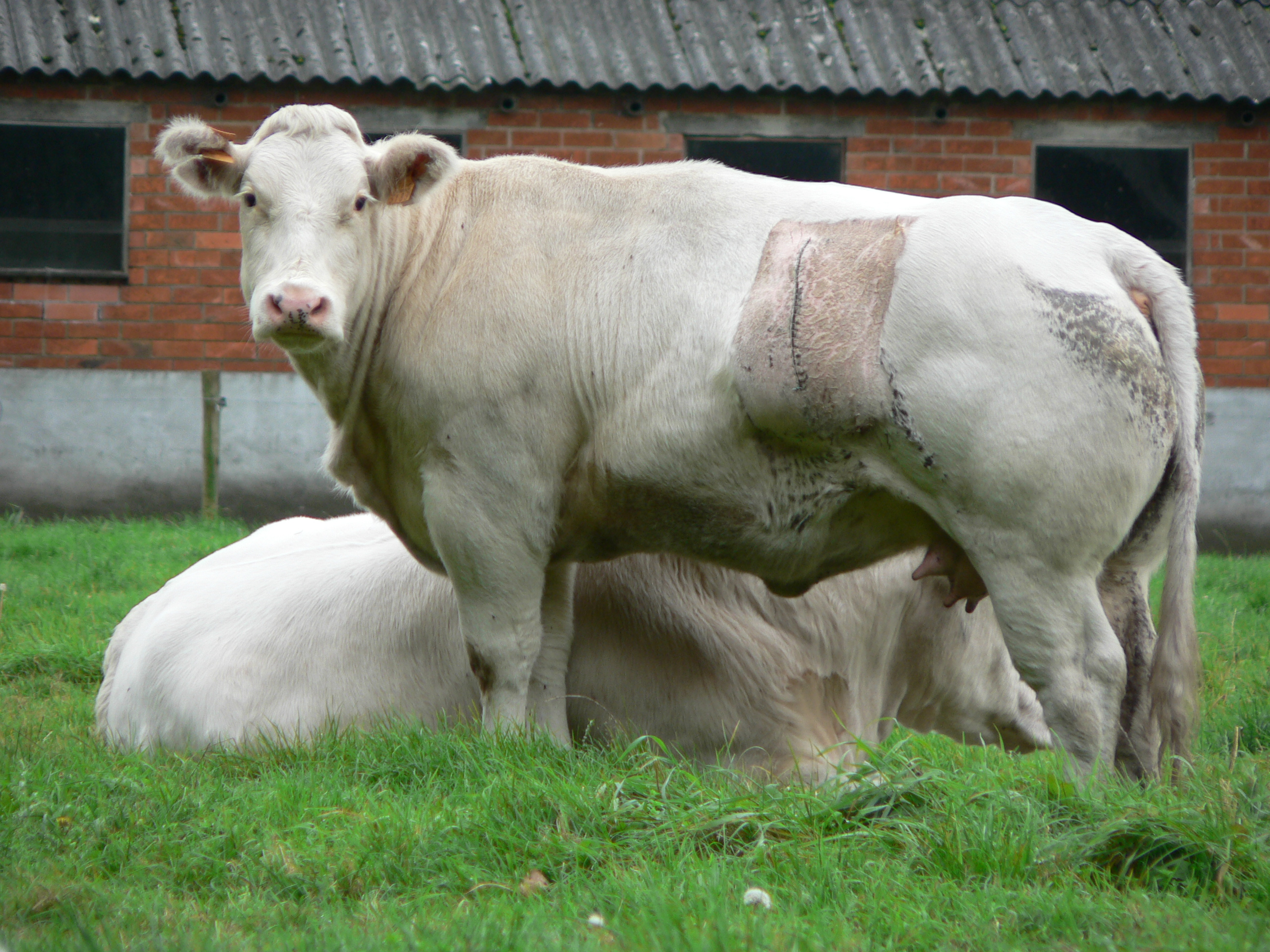
Weißblauer Belgier: Kuh nach Kaiserschnitt

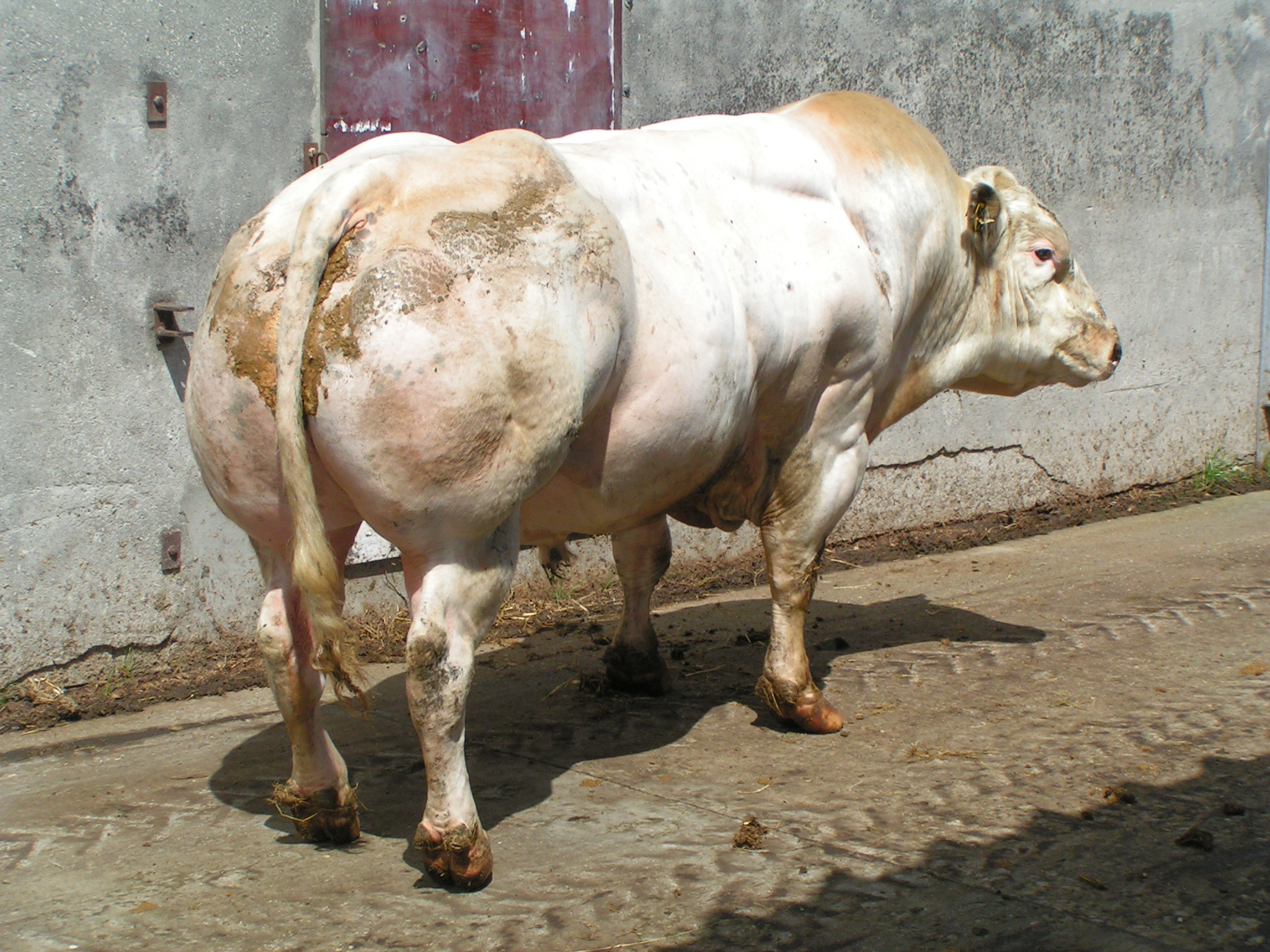
Weißer Bulle der Rasse Weißblaue Belgier

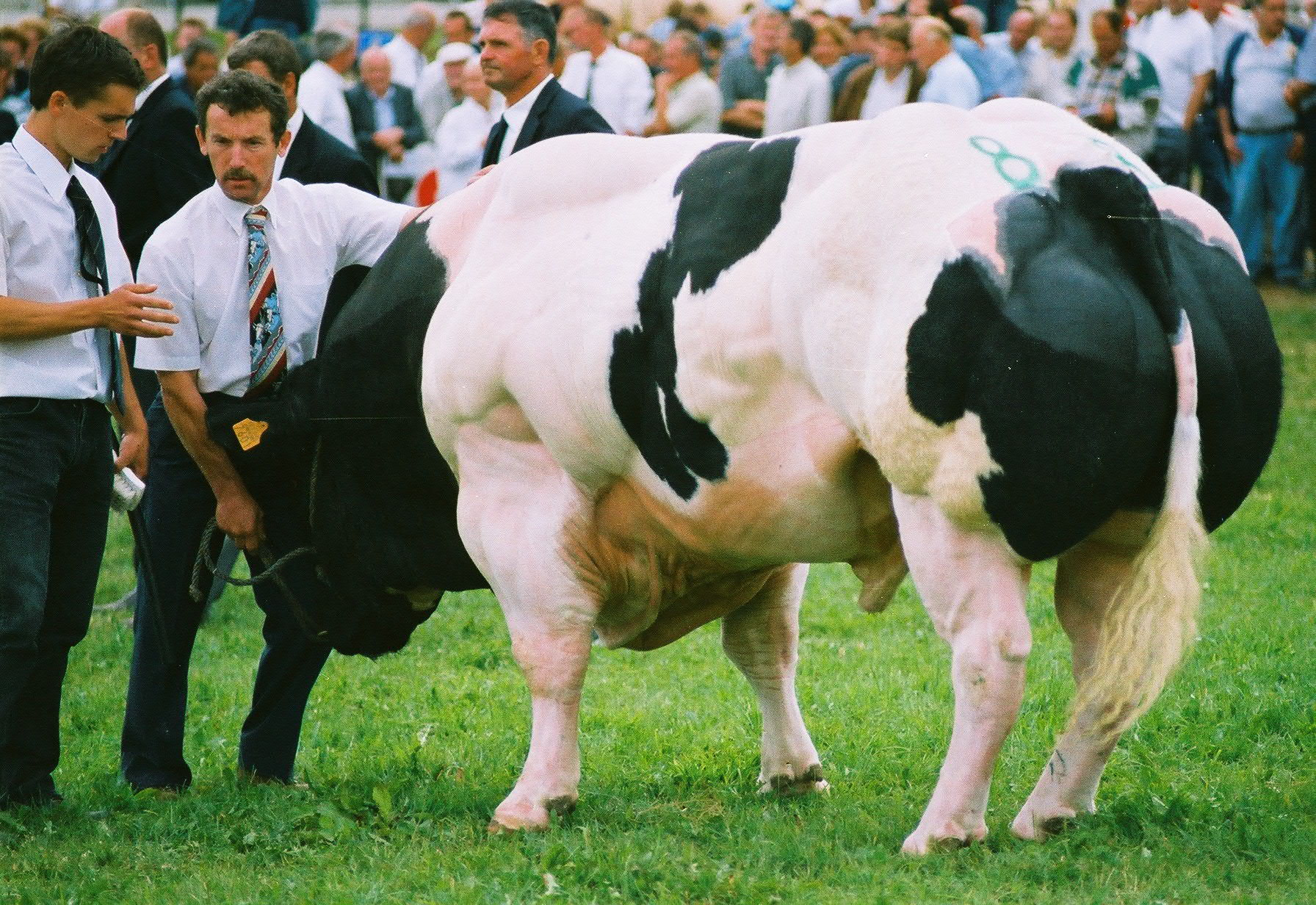
Schwarzweißer Bulle der Rasse Weißblaue Belgier

Die belgische Rinderrasse Weißblaue Belgier (WBB) ist vor allem durch eine starke Muskelfülle gekennzeichnet.

## Merkmale
Von dieser Rasse gibt es den schweren, sogenannten Fleischtyp sowie einen Mutterkuhtyp (Milch); dieser ist nötig, da die Muttertiere der reinen Fleischrasse nicht genug Milch für ihre eigenen Kälber produzieren. Die Tiere sind weiß, schwarz-weiß oder blau-weiß gefärbt. Weißblaue Belgier haben eine natürliche Mutation in dem Gen, welches das Muskelwachstums-Hemmungs-Protein Myostatin kodiert. Das Myostatin, das strukturell verändert ist, kann das Muskelwachstum nicht steuern. Weiterhin behindert diese Mutation auch den Fettansatz, was zu einem extrem mageren Fleisch führt. Seine geformte, schwerbemuskelte Erscheinung wird als „Doppellender“ bezeichnet – ein Merkmal, über das auch das Piemonteser Rind verfügt. In den meisten Fällen können die Kühe auf natürlichem Wege keine Kälber gebären und benötigen einen Kaiserschnitt. In einigen Ländern ist die Haltung dieser Rasse verboten. Weißblaue Belgier werden in vielen europäischen Ländern erfolgreich als Vaterrasse in der Gebrauchskreuzung eingesetzt. 2008 entfielen mehr als ein Drittel aller Besamungen mit Fleischrindersperma in Deutschland auf die Rasse WBB. Die Kalbeprobleme der Rasse in ihrem Zuchtgebiet treten bei der Kreuzung mit anderen Rinderrassen nicht auf, sofern diese Rasse nicht auch über das Doppellendergen verfügt.

## Herkunft und Verbreitung
Weißblaue Belgier sind eine alteingesessene einheimische Landrasse. Ende des 19. Jahrhunderts wurden Shorthorn-Rinder eingekreuzt. Seit 1950 wird bei einem Teil der Population besonders die Zucht auf Muskelfülle betrieben. Sie sind vor allem in Belgien mit einer Anzahl von etwa 1,5 Mio. Tieren heimisch.